# Zábřezí-Řečice
Pour les articles homonymes, voir Řečice.
Zábřezí-Řečice est une commune du district de Trutnov, dans la région de Hradec Králové, en Tchéquie. Sa population s'élevait à 146 habitants en 2022.

## Géographie
Zábřezí-Řečice se trouve à 7 km à l'ouest-sud-ouest de Dvůr Králové nad Labem, à 22 km au sud-ouest de Trutnov, à 24 km au nord-nord-ouest de Hradec Králové et à 100 km à l'est-nord-est de Prague.
La commune est limitée par Třebihošť au nord et au nord-est, par Doubravice au sud-est, par Bílé Poličany au sud et au sud-ouest, par Trotina à l'ouest et par Zdobín au nord-ouest.

## Histoire
La première mention écrite de la localité date de 1238.

## Transports
Par la route, Zábřezí-Řečice se trouve à 8,6 km de Dvůr Králové nad Labem, à 28 km de Trutnov, à 31 km de Hradec Králové et à 125 km de Prague. 